# Omissy
Omissy é uma comuna francesa na região administrativa de Altos da França, no departamento de Aisne. Estende-se por uma área de 7,09 km². Em 2010 a comuna tinha 799 habitantes (densidade: 112,7 hab./km²).